# Agrimonia
Agrimònia (Agrimonia) és un gènere de plantes amb flors. Consta de 12 a 15 espècies de plantes perennes herbàcies. És un gènere originari de les regions de clima temperat de l'Hemisferi Nord, amb només una espècie a l'Àfrica. Fan de 0.5 a 2 m d'alt amb fulles pinnades i flors grogues en espiga.
Als Països Catalans es fan dues espècies Agrimonia eupatoria (agrimònia comuna o herba de la sang) i Agrimonia procera.

## Taxonomia
- Agrimonia eupatoria - (Europa, Àsia, Àfrica)
- Agrimonia gryposepala - (Amèrica del Nord)
- Agrimonia incisa - (Amèrica del Nord)
- Agrimonia coreana - (est d'Àsia)
- Agrimonia microcarpa - (Amèrica del Nord)
- Agrimonia nipponica - (est d'Àsia)
- Agrimonia parviflora - (Amèrica del Nord)
- Agrimonia pilosa - (est d'Eropa, Àsia)
- Agrimonia procera -(Europa)
- Agrimonia pubescens - (Amèrica del Nord)
- Agrimonia repens - (sud-oest d'Àsia)
- Agrimonia rostellata - (Amèrica del Nord)
- Agrimonia striata - (Amèrica del Nord)

## Valor medicinal
Especialment l'agrimònia comuna. S'atribueixen propietats astringents de les fulles en infusió.